# Brachycaudus distinctus
Brachycaudus distinctus är en insektsart. Brachycaudus distinctus ingår i släktet Brachycaudus och familjen långrörsbladlöss. Inga underarter finns listade i Catalogue of Life.